# Los Angeles Lakers 1986-1987
La stagione 1986-87 dei Los Angeles Lakers fu la 38ª nella NBA per la franchigia.
I Los Angeles Lakers vinsero la Pacific Division della Western Conference con un record di 65-17. Nei play-off vinsero il primo turno con i Denver Nuggets (3-0), la semifinale di conference con i Golden State Warriors (4-1), la finale di conference con i Seattle SuperSonics (4-0), vincendo poi il titolo battendo nella finale NBA i Boston Celtics (4-2).
I Lakers 1986-1987 sono stati inseriti nel 1996 tra le 10 migliori squadre della storia NBA.

## Classifica
| Squadra             | V  | P  | %    | GB |
| ------------------- | -- | -- | ---- | -- |
| L.A. Lakers C       | 65 | 17 | 79,3 | -  |
| Portland T. Blazers | 49 | 33 | 59,8 | 16 |
| G.S. Warriors       | 42 | 40 | 51,2 | 23 |
| Seattle S.Sonics    | 39 | 43 | 47,6 | 26 |
| Phoenix Suns        | 36 | 46 | 43,9 | 29 |
| L.A. Clippers       | 12 | 70 | 14,6 | 53 |

## Roster
| \| Pos. \| Num. \| Naz. \| Nome \| Altezza \| Peso \| Data nascita \| Provenienza \| \| ---- \| ---- \| ---- \| ------------------------ \| ------- \| ------ \| ------------ \| -------------- \| \| C \| 33 \| \| Abdul-Jabbar, Kareem (C) \| 218 cm \| 102 kg \| 16-04-1947 \| UCLA \| \| G/AP \| 24 \| \| Branch, Adrian \| 201 cm \| 84 kg \| 17-11-1963 \| Maryland \| \| G/AP \| 21 \| \| Cooper, Michael \| 196 cm \| 77 kg \| 15-04-1956 \| New Mexico \| \| A/C \| 45 \| \| Green, A. C. \| 206 cm \| 100 kg \| 04-10-1963 \| Oregon State \| \| G/AP \| 32 \| \| Johnson, Magic \| 206 cm \| 98 kg \| 14-08-1959 \| Michigan State \| \| G \| 1 \| \| Matthews, Wes \| 185 cm \| 77 kg \| 24-08-1959 \| Wisconsin \| \| A \| 31 \| \| Rambis, Kurt \| 203 cm \| 97 kg \| 25-02-1958 \| Santa Clara \| \| G \| 4 \| \| Scott, Byron \| 191 cm \| 88 kg \| 28-03-1961 \| Arizona State \| \| C \| 52 \| \| Smrek, Mike \| 213 cm \| 113 kg \| 31-08-1962 \| Canisius \| \| A \| 55 \| \| Thompson, Billy \| 201 cm \| 88 kg \| 01-12-1963 \| Louisville \| \| A/C \| 43 \| \| Thompson, Mychal \| 208 cm \| 103 kg \| 30-01-1955 \| Minnesota \| \| A/C \| 42 \| \| Worthy, James \| 206 cm \| 102 kg \| 27-02-1961 \| North Carolina \| | Allenatore - Pat Riley Assistente/i - Bill Bertka - Randy Pfund Legenda - (C) Capitano - (FA) Free agent - (S) Sospeso - (TW) Contratto Two-way - (GL) Assegnato a squadra G League affiliata - Infortunato Roster • Transazioni · Ultima transazione: 30 giugno 1987 |                        |                          |         |        |              |                |
| Pos. | Num. | Naz.                   | Nome                     | Altezza | Peso   | Data nascita | Provenienza    |
| C | 33 | Stati Uniti (bandiera) | Abdul-Jabbar, Kareem (C) | 218 cm  | 102 kg | 16-04-1947   | UCLA           |
| G/AP | 24 | Stati Uniti (bandiera) | Branch, Adrian           | 201 cm  | 84 kg  | 17-11-1963   | Maryland       |
| G/AP | 21 | Stati Uniti (bandiera) | Cooper, Michael          | 196 cm  | 77 kg  | 15-04-1956   | New Mexico     |
| A/C | 45 | Stati Uniti (bandiera) | Green, A. C.             | 206 cm  | 100 kg | 04-10-1963   | Oregon State   |
| G/AP | 32 | Stati Uniti (bandiera) | Johnson, Magic           | 206 cm  | 98 kg  | 14-08-1959   | Michigan State |
| G | 1 | Stati Uniti (bandiera) | Matthews, Wes            | 185 cm  | 77 kg  | 24-08-1959   | Wisconsin      |
| A | 31 | Stati Uniti (bandiera) | Rambis, Kurt             | 203 cm  | 97 kg  | 25-02-1958   | Santa Clara    |
| G | 4 | Stati Uniti (bandiera) | Scott, Byron             | 191 cm  | 88 kg  | 28-03-1961   | Arizona State  |
| C | 52 | Canada (bandiera)      | Smrek, Mike              | 213 cm  | 113 kg | 31-08-1962   | Canisius       |
| A | 55 | Stati Uniti (bandiera) | Thompson, Billy          | 201 cm  | 88 kg  | 01-12-1963   | Louisville     |
| A/C | 43 | Bahamas (bandiera)     | Thompson, Mychal         | 208 cm  | 103 kg | 30-01-1955   | Minnesota      |
| A/C | 42 | Stati Uniti (bandiera) | Worthy, James            | 206 cm  | 102 kg | 27-02-1961   | North Carolina |

## Staff tecnico
- Allenatore: Pat Riley
- Vice-allenatori: Bill Bertka, Randy Pfund
- Preparatore atletico: Gary Vitti